# Forever Is the World
Forever Is the World — сьомий студійний альбом норвезького метал-гурту Theatre of Tragedy. Реліз відбувся 18 вересня 2009 року.

## Список композицій
Автор музики і слів Theatre of Tragedy. 
| #   | Назва                                    | Тривалість |
| --- | ---------------------------------------- | ---------- |
| 1.  | «Hide and Seek»                          | 5:24       |
| 2.  | «A Nine Days Wonder»                     | 5:17       |
| 3.  | «Revolution»                             | 4:04       |
| 4.  | «Transition»                             | 4:59       |
| 5.  | «Hollow»                                 | 6:10       |
| 6.  | «Astray»                                 | 3:42       |
| 7.  | «Frozen»                                 | 5:20       |
| 8.  | «Empty» (limited digi-book bonus track)  | 4:03       |
| 9.  | «Illusions»                              | 4:45       |
| 10. | «Deadland»                               | 4:40       |
| 11. | «Forever Is the World»                   | 4:40       |
| 12. | «The Breaking» (японський бонусний трек) | 4:26       |

## Учасники запису
- Раймонд Іштван Рохоній — чоловічий вокал
- Нелль Сігланд — жіночий вокал
- Френк Клауссен — гітари
- Вегард Торсен — гітари
- Лоренц Аспен — клавіші
- Хайн Фрод Хансен — ударні